# ユーガッタ!Weekend
『ユーガッタ!Weekend』（ユーガッタ ウィークエンド）は、2002年4月6日から2005年3月26日まで中部日本放送（CBC）で放送されていた報道番組・情報番組である。放送時間は毎週土曜 18:00 - 18:30 （日本標準時）。

## 概要
平日夕方に放送されていた『ユーガッタ!CBC』の土曜版で、平日版のコーナーナレーションを担当していた渡辺美香（CBCアナウンサー）がキャスターを務めていた。内容は平日版で伝えたニュースの「その後」を追った取材VTR、平日版で紹介したローカルタウン情報の再放送、週末の行楽情報の紹介が中心だった。
CBCは『CBCニュースワイド』の放送開始以来、31年あまりにわたってこの土曜18:00枠でローカルニュースを放送していたが、この番組の最終回をもって終了。替わって、それまで土曜17:30枠で7日遅れで放送されていた毎日放送の土6アニメが同時間帯へ移動した。これにより、同時間帯は毎日放送との同時ネット枠になった。